# Ротмистров, Владимир Григорьевич
Владимир Григорьевич Ротмистров (4 июня 1866, село Гензеровка (Киевская губерния) — 24 октября 1941) — украинский учёный, агроном-исследователь. Академик ВАСХНИЛ (1935).

## Биография
Окончил Киевский университет (1889). Агроном-опытник на Деребчинском опытном поле (1892—1893). Директор Одесского опытного поля (1894—1917).
В 1920—1926 профессор агрономии Киевского университета. В 1926—1927 руководитель секции новых культур Наркомзема УССР. С 1928 г. научный сотрудник Украинского НИИ растениеводства (позже назывался Украинский НИИ растениеводства, селекции и генетики им. В. Я. Юрьева). С 1931 г. — член президиума Всеукраинской академии сельского хозяйства.
Академик ВАСХНИЛ (1935).

## Научная деятельность
Один из основателей науки о сухом земледелии, изучал сущность засухи и меры борьбы с ней приёмами агротехники и мелиорации (устройство прудов и водоёмов, окаймление лесополосами полей, оврагов). Автор методики исследования корневых систем растений. Разработал методику полевого опыта как научную дисциплину.
Опубликовал около 100 научных трудов, в том числе 36 книг и брошюр.

### Публикации
- Возделывание рапса и сурепицы. — Киев: Земледелие, 1892. — 62 с.
- Методика полевого опыта: Из отчёта Одес. опыт. поля за 1903 г. — Одесса: Тип. Юж.-Рус. о-ва печ. дела, 1905. — 78 с. — То же. — 2-е изд. — 1912. — II, 76 с.
- Корневая система у однолетних культурных растений: С анализом грядковой культуры Демчинского. — Одесса, 1910. — 68 с.
- Сущность засухи по данным Одесского опытного поля. — Одесса: Тип. С. Н. Скарпато, 1911. — 66 с. — То же. — 2-е изд. — Одесса: Тип.-литогр. Скальского, 1913. — 66 с.